# Tunnel di base del Moncenisio
La galleria di base del Mont d'Ambin, nota anche come tunnel di base del Moncenisio, è la più grande opera ingegneristica del progetto del collegamento ferroviario Lione-Torino, che, una volta completata, faciliterà il principale collegamento ferroviario ad alta velocità tra Italia e Francia, trasportando sia treni passeggeri ad alta velocità che merci tra i due paesi. Con i suoi 57,5 chilometri, quella galleria sarà la galleria ferroviaria più lunga del mondo, superando la galleria di base del San Gottardo di 57,1 km. Rappresenta un terzo del costo dell'opera ed è l'unica parte della linea in cui i lavori sono iniziati.
La galleria consente l'attraversamento delle Alpi tra la Val di Susa in Piemonte e la Moriana in Savoia. Il costo stimato è di 8 miliardi di euro. Nel settembre 2016, Francia e Italia hanno raggiunto un accordo chiave per la costruzione del tunnel. Tre anni dopo, sono state indette gare d'appalto per l'esecuzione di singoli elementi dei lavori di costruzione. Alla fine del 2022, la data di completamento prevista per il tunnel di base era il 2032.

## Storia
I lavori di ricognizione sul versante francese sono iniziati nel 2002. Inizialmente, i punti di accesso sono stati scavati a Modane; gli scavi sono iniziati a Saint-Martin-de-la-Porte nel 2003 e a La Praz due anni dopo. Nel 2011 sono iniziati gli scavi a supporto dei lavori di rilevamento sul versante italiano a La Maddalena. Tra il 2016 e il 2017, mentre la costruzione a pieno ritmo del tunnel non era ancora iniziata ufficialmente, è stata scavata una galleria di ricognizione di 9 km (5,6 mi) da Saint-Martin-de-la-Porte verso l'Italia, scavata lungo l'asse previsto della canna sud del tunnel e  comprenderà il primo 8% della lunghezza finale del tunnel.
Nel settembre 2016 è stato annunciato che Francia e Italia avevano raggiunto un accordo reciproco per la costruzione del tunnel. Inoltre, il tunnel è stato approvato e cofinanziato dall'Unione europea, che ha dichiarato la sua intenzione di finanziare il 40% dei costi di costruzione del tunnel e ha indicato la sua disponibilità ad aumentare il suo contributo al 55%, nonché a contribuire al finanziamento degli accessi francesi se questi vanno oltre i semplici adattamenti dell'infrastruttura esistente. Nel gennaio 2017 è stato ratificato un trattato tra i due Paesi, confermando l'approvazione del progetto.
Nel marzo 2019, il governo italiano ha emesso una richiesta formale di proposte (RFP) per la costruzione della parte francese del tunnel di base; nel luglio 2019, è stata rilasciata una seconda RFP per la parte italiana del tunnel.
Nel luglio 2020, è stato annunciato che un consorzio guidato dalla società di ingegneria civile francese Vinci Construction Grands Projets si era aggiudicato un contratto per la costruzione di diversi elementi importanti del tunnel, tra cui quattro pozzi Avrieux fino a 500 metri di profondità e lo scavo convenzionale di più gallerie e sette caverne ai piedi del declino Villarodin Bourget-Modane.
Sono state completate tutte e quattro le gallerie di accesso, tre in Francia e una in Italia, e all'inizio del 2019 sono iniziati i lavori per la galleria artificiale che costituirà l'ingresso della galleria di base sul lato francese.
Nel settembre 2019, la prima delle otto frese meccaniche (TBM) da utilizzare nel progetto ha completato lo scavo dei primi 9 km della canna sud del tunnel di base, raggiungendo il cunicolo di accesso di La Praz. La TBM a scudo singolo per roccia dura da 11,25 metri di diametro ha iniziato il suo viaggio nell'estate del 2016 dal cunicolo di accesso di Saint-Martin-de-la-Porte ed è riuscita a mantenere una velocità media di 15-20 metri al giorno. Questo primo lotto da 390 milioni di euro del tunnel di base è stato costruito da una joint venture di Batignolles TPCI, Eiffage TP, Ghella , CMC, Cogeis e Sotrabas. Egis e Alpina hanno fornito la gestione del progetto.
Gli appalti per la galleria di base del Monte Cenis sono stati assegnati a luglio 2021:
- Lotto 1 (1,47 miliardi di euro) per 22 km tra Villarodin-Bourget/Modane e il portale orientale (italiano); durata prevista 72 mesi
- Lotto 2 (1,43 miliardi di euro) per 23 km tra Saint-Martin-de-la-Porte/La Praz e Modane; durata prevista 65 mesi
- Lotto 3 (228 milioni di euro) per 3 km tra Saint-Martin-de-la-Porte e il portale occidentale (francese) a Saint-Julien-Mont-Denis; il più breve, ma con una geologia difficile che richiede tutte le esplosioni; durata prevista 70 mesi.

I percorsi di avvicinamento sono meno avanzati; la pianificazione è in corso sul versante francese, ma sul versante italiano il percorso proposto ha suscitato forti controversie, in particolare in Val di Susa per la posizione del portale orientale, con un movimento No TAV (no all'alta velocità ferroviaria). La legislazione di approvazione del 2016 potrebbe richiedere l'estensione del tunnel di 5 km per ridurre l'impatto sul paesaggio locale.

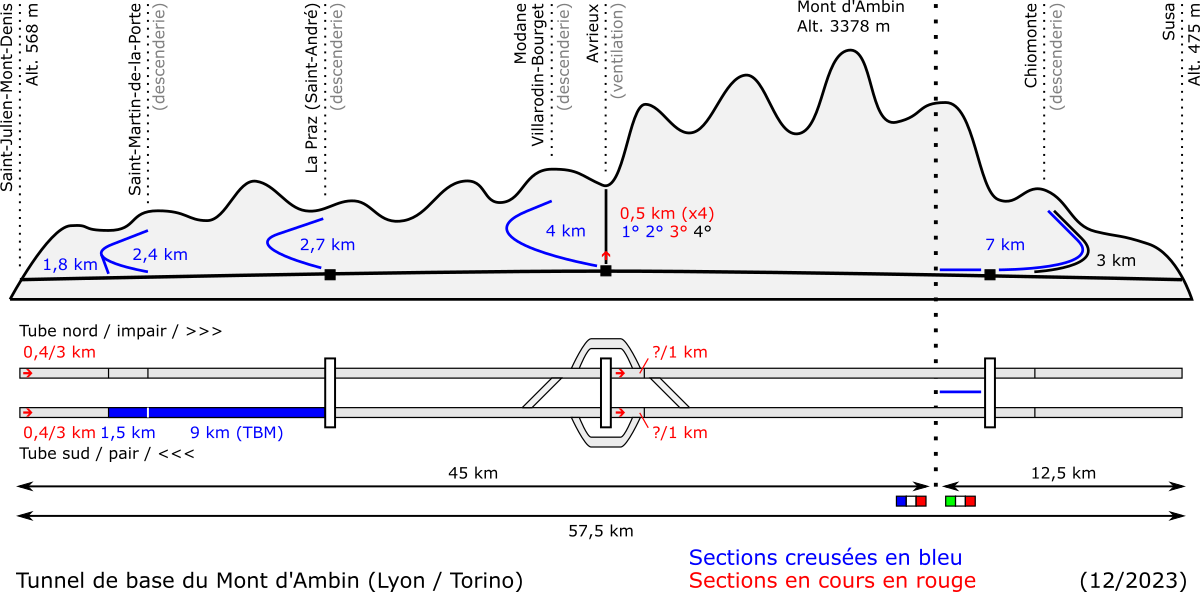
Profilo del tunnel di base del Moncenisio (in blu le sezioni scavate, in rosso le sezioni in corso)

## Caratteristiche

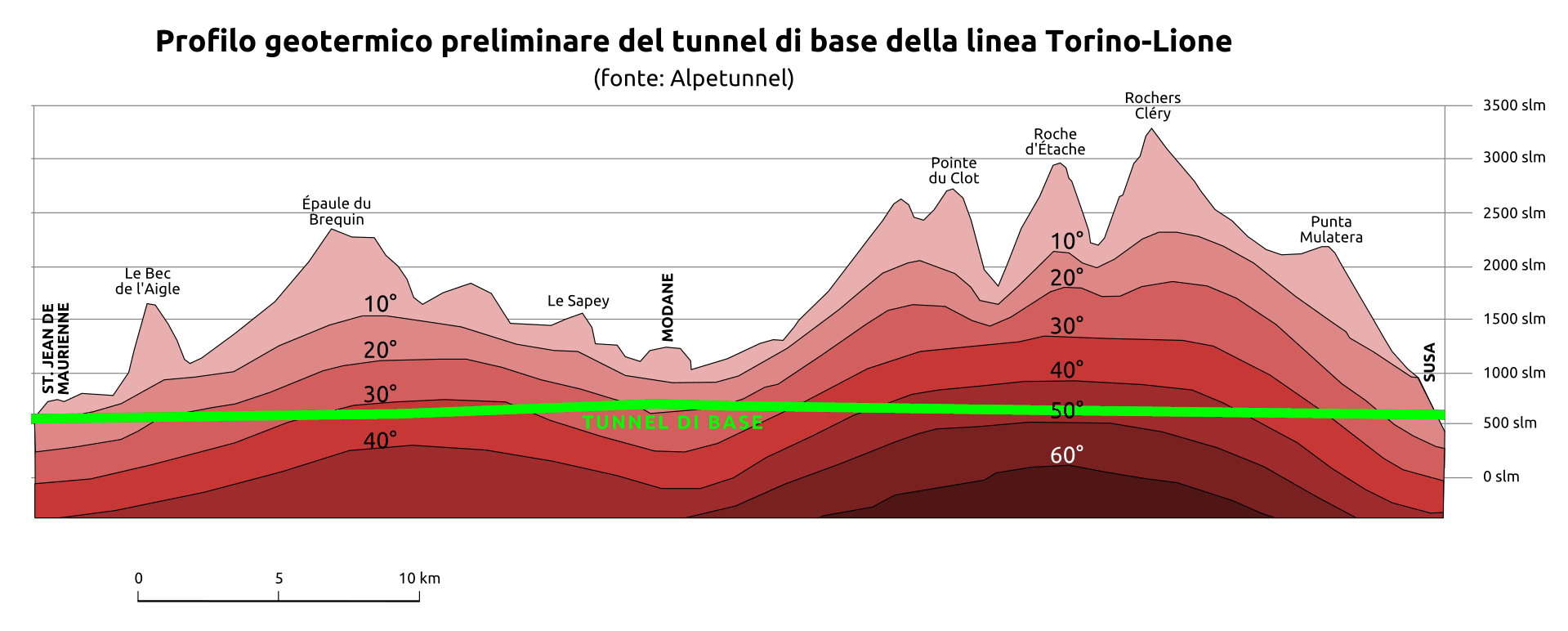
Profilo geotermico della nuova galleria di base ferroviaria Torino-Lione

La galleria di base del Moncenisio, in fase di sviluppo, rappresenta la principale sfida ingegneristica della linea ferroviaria ad alta velocità Torino-Lione. Nel 2019, si è affermato che la fase di costruzione della galleria avrebbe dovuto durare circa dieci anni.
L'opposizione al progetto è per lo più organizzata sotto la bandiera libera del movimento No TAV. A seguito delle proteste contro il tracciato originale del tunnel nella valle di Susa, è stato deciso di aumentarne la lunghezza da 52 a 57,5 Chilometri. Una volta aperta, la galleria sarà la galleria ferroviaria più lunga del mondo, seguita dalla galleria di base del San Gottardo (57,1 km), dalla galleria di base del Brennero (55 km), attualmente in costruzione, dalla galleria Seikan in Giappone (53,85 km), dal tunnel della Manica (50,45 km) e dalla galleria Yulhyeon in Corea del Sud (50,3 km).
Gli imbocchi del tunnel saranno a Saint-Jean-de-Maurienne sul lato francese e a Susa sul lato italiano. La geologia adiacente al portale francese è composta in gran parte da scisti carboniferi fratturati e tagliati, come rivelato dalle perforazioni di prova, che sono poco adatti all'uso di frese meccaniche; pertanto, per la corrispondente sezione di 5 km devono essere utilizzati i metodi convenzionali di perforazione e brillamento.
Il costo della sezione congiunta franco-italiana (da Saint Jean de Maurienne alla Val Susa) è stato stimato a 8 miliardi di euro (valore di gennaio 2018). Tale costo sarà sostenuto dai governi francese e italiano, nonché dai fondi dell’Unione europea (UE). L’UE ha accettato di fornire il 40% del finanziamento, ma ha indicato la sua disponibilità ad aumentare il suo contributo al 55%, nonché a finanziare parzialmente e in modo condizionato i suoi accessi francesi. Tuttavia, una relazione del 2012 della Corte dei conti francese ha messo in dubbio l’affidabilità dei costi stimati del tunnel, nonché dei volumi di traffico previsti.
Il tunnel sarà utilizzato sia dai treni merci che dai treni navetta merci che viaggiano a 100 km/h, nonché dai treni passeggeri ad alta velocità che viaggiano a 220 km/h; questa velocità di progetto è leggermente al di sotto della soglia di 250 km/h utilizzata dalla Commissione europea per definire le ferrovie ad alta velocità. Gli obiettivi dichiarati del progetto sono il trasferimento modale dalla strada alla ferrovia per il traffico merci attraverso le Alpi, nonché un maggior numero di passeggeri che viaggiano in treno anziché in aereo, entrambi i quali consentono di ridurre le emissioni di CO2.